# Глазной альбинизм
Глазной альбинизм — это генетическое заболевание, характеризующееся отсутствием или сниженным количеством пигмента меланина в глазах. У людей с этим состоянием глаза могут иметь красновато-розовый оттенок из-за просвечивающего сосудистого плетения. Заболевание может сопровождаться другими признаками альбинизма, такими как бледность кожи, светлые волосы и повышенная чувствительность к солнечному свету.
Глазной альбинизм возникает вследствие нарушений в процессе образования меланина, пигмента, отвечающего за окраску кожи, волос и глаз. Наиболее распространённая форма глазного альбинизма наследуется по рецессивному типу, сцепленному с Х-хромосомой. Это означает, что мутация гена, ответственного за заболевание, расположена на Х-хромосоме. У мужчин, имеющих одну Х-хромосому, наличие такой мутации приводит к развитию заболевания. Женщины, обладающие двумя Х-хромосомами, обычно являются носителями мутации и не проявляют симптомов, поскольку вторая, нормальная Х-хромосома компенсирует дефектную.
Недостаточное количество меланина в глазах приводит к ряду зрительных нарушений. Меланин играет важную роль в развитии сетчатки, и его недостаток может вызывать ухудшение зрения, включая миопию, гиперметропию и низкую остроту зрения, которая не поддаётся коррекции. Также возможно развитие астигматизма, связанного с неправильной формой роговицы или хрусталика, фотофобии (чувствительности к свету), и нистагма, при котором глаза непроизвольно движутся из стороны в сторону, что снижает качество зрения. У некоторых пациентов наблюдается косоглазие, при котором глаза смотрят в разные стороны. У маленьких детей с альбинизмом также может возникать трудность в координации движений, однако с возрастом эти проблемы часто ослабевают.